# Franciskanklostret i Oslo
Franciskanklostret i Oslo låg omedelbart utanför Medeltidsstaden Oslo, på andra sidan Geitabro över Alnaelva vid Ekebergsveijen, som var Oslos utfartsväg söderut. Idag ligger Oslo Hospital på platsen.
Franciskanklostret grundades som det fjärde och sista klostret av sammanlagt fyra i Oslo, varav tre i gamla Oslo och dess närmaste omgivning: Olavsklostret, Nonneseter kloster och Franciskanklostret, samt Hovedøya kloster på ön Hovedøya strax utanför i Oslofjorden.
Klostret anlades troligen 1286 eller kort tid därefter med stöd av kung Erik Magnusson och hertig, senare kung, Håkon Magnusson, vilken gav gråbröderna mark att bygga på. Påven gav klosterbröderna begravnings- och andra rättigheter 1297. Klostret motarbetades av biskopen i Oslo, men det hade stöd både av påven och av kungamakten. Klosterkyrkan tycks ha varit byggd i tegel på en grundmur av sten. 
Det är oklart när konventet lades ned. Det sista skriftliga omnämnandet är från 1513. År 1538 beslöt Kung Kristian III att överlåta fastigheten till borgarna i Oslo för att dessa skulle driva ett hospital där. Verksamheten vid det tidigare hospitalet vid Laurentiuskirken omedelbart nordost om staden flyttade dit och Laurentiushospitalets intäkter lades till detta Oslo hospital, liksom intäkter från andra håll. 
De flesta av anläggningens byggnader brann 1567, men delar av den tidigare klosterkyrkan klarade sig och blev kvar till 1794. Då ersattes den av Gamlebyen kirke, som delvis byggdes på ruinen av den gamla kyrkan. Den östra delen av klosterkyrkan undersöktes av Gerhard Fischer 1935. Det kan finnas ruiner efter klostret under Oslo Hospital söder om kyrkan, men det har än så länge inte gjorts några arkeologiska undersökningar om detta. 
Hospitalet byggdes upp igen 1580 efter branden.